# Xã Milton, Quận Antrim, Michigan
Xã Milton (tiếng Anh: Milton Township) là một xã thuộc quận Antrim, tiểu bang Michigan, Hoa Kỳ. Năm 2010, dân số của xã này là 2.204 người.